# Pěchotní srub

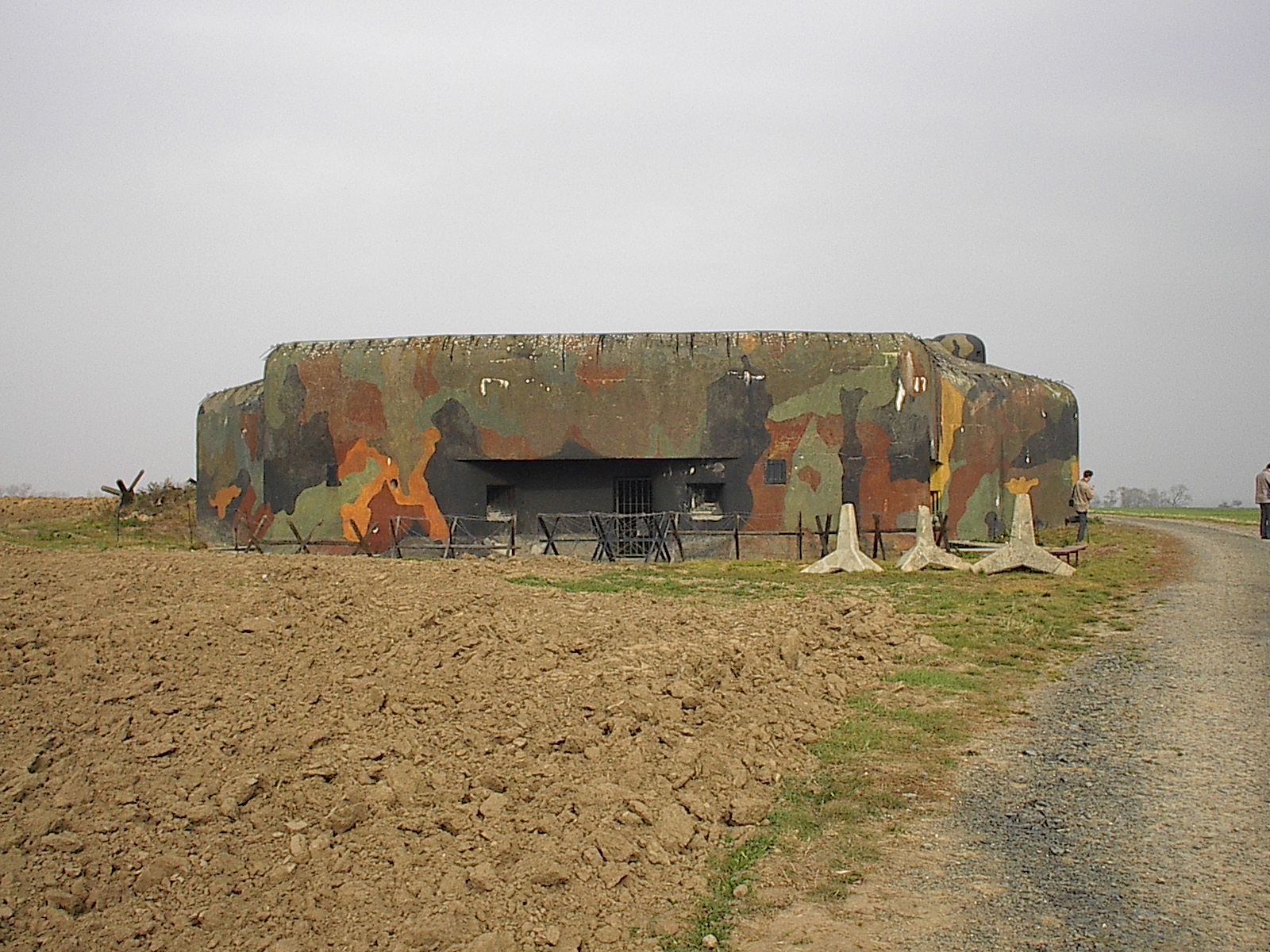
Pěchotní srub budovaný na severní hranici Československa

Pěchotní srub je železobetonový objekt budovaný v rámci opevnění. Měl tvořit souvislou linii na nejohroženějších úsecích státních hranic. Jejich úkolem bylo, s pomocí lehkého opevnění a protipěchotních a protitankových překážek, přikrýt státní hranici. Jejich rozmístění muselo být odborně vyměřeno a vypočítán jejich palebný vějíř, tak aby se kryl vždy se sousedním srubem.

## Rozdělení pěchotních srubů
První používané rozdělení bylo dle odolnosti (síla stěn a stropu). V československém opevnění bylo používáno 6 variant. Jednalo se o čtyři stupně vyšší odolnosti označené římskými číslicemi I - IV, které byly přejaty od objektů francouzské Maginotovy linie a dva stupně nižší odolnosti označené arabskými číslicemi 1 a 2 dodatečně zřízené pro potřeby v našich podmínkách. Objekty arabské odolnosti se zároveň vyznačují jednodušší konstrukcí a vnitřním vybavením. Toto dělení platilo nejen pro pěchotní sruby, ale i pro všechny ostatní druhy objektů československého těžkého opevnění.
Pěchotní sruby byly dále budovány buď jednopatrové nebo dvoupatrové. Přednostně byla budována dvoupatrová verze, k jednopatrovému řešení bylo přistupováno pouze při vysoké hladině podzemní vody. Výhoda dvoupatrového řešení byla v menším půdorysu a v menší pravděpodobnosti podstřelení nepřítelem. Výjimečně byly ve velmi prudkém svahu navrženy objekty třípatrové (K-Bg-S 13, T-St-S 72). 
Dále se pěchotní sruby dělí dle stranového umístění hlavních zbraní a to na levostranné, pravostranné nebo oboustranné. Toto dělení není vlastní jen jim, ale používalo se i u dělostřeleckých srubů. Atypickým případem pak byly sruby čelní (postaven pouze jeden, StM-S 50).
Hlavní zbraně mohly být umístěny v klasických střílnách nebo v pancéřových kopulích. Pokud byly některé ve střílnách (což v naprosté většině případů byly), znamenalo to, že byl objekt vybaven tzv. křídlem. Na základě toho je můžeme rozdělit na pravokřídlé, levokřídlé, oboukřídlé nebo bezkřídlé.  
Další rozdělení bylo odvozeno od skutečnosti, zda byl objekt postaven jako samostatný (též izolovaný), anebo jako tvrzový, tj. jako součást dělostřelecké tvrze, na kterou byl napojen podzemní chodbou. V případě, že pěchotní srub patří do sestavy tvrze, spoluvytváří obvykle její čelo v místě hlavní obranné linie. 
Odlišné může být i umístění vstupu do objektu. Samostatné objekty mají vždy vchod v týlové stěně, chráněný jednou či dvěma střílnami pro lehké kulomety. V případě tvrzových je vždy použit přístup z podzemí pomocí schodišťové a výtahové šachty. Většinou (ale ne vždy) mají zároveň vyveden nouzový východ do diamantového příkopu. Pouze ve dvou případech je použito řešení, které je pravidlem u objektů samostatných (K-Ba-S 24, MO-Or-S 20).

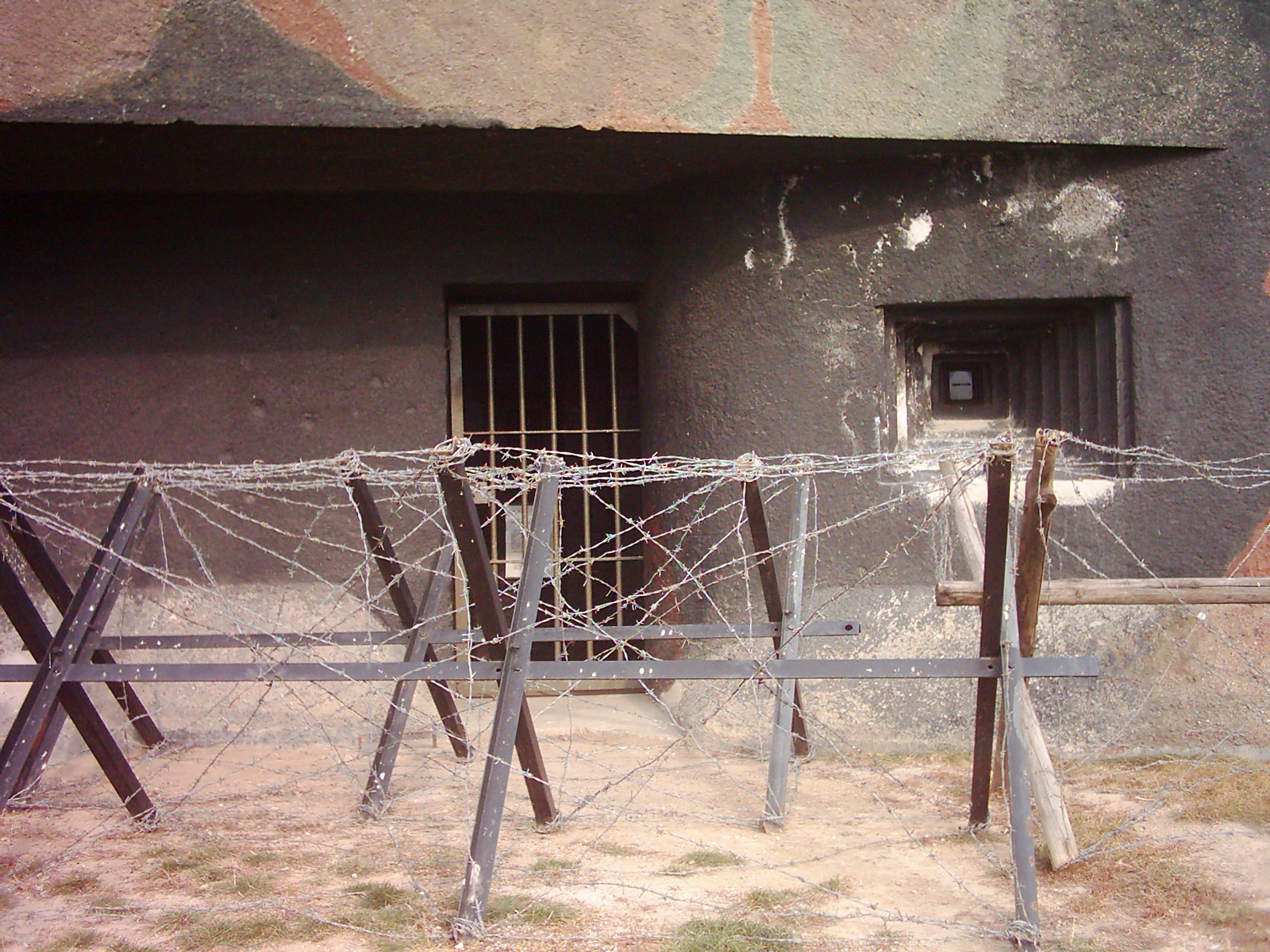
Ochranná střílna která měla chránit vchod do objektu

## Popis objektu
Horní patro (bojové) bylo vybaveno především místnostmi potřebnými pro vedení boje, což byly především střelecké místnosti s hlavními i obrannými zbraněmi objektu, vchod do srubu, stanoviště velitele a telefonní ústředna a zvonové šachty, kterými byl za pomoci žebříku možný přístup na podlážku pancéřového zvonu či kopule. V dolním (týlovém) patře byla umístěna strojovna, filtrovna, ubikace mužstva, sklady paliva, střeliva a proviantu, ale i studna a umývárna s WC.

## Výzbroj
Hlavní výzbroj pěchotního srubu tvořily těžké kulomety a ve vhodném terénu protitankové kanóny, které tvořily hlavní palebný vějíř zabírající prostor přibližně 500 m před a 300 m za sousední objekt. V případě velmi členitého terénu v okolí mohl být pěchotní srub vybaven minometem. Hlavní zbraně byly umístěny ve střeleckých místnostech v bojovém patře, kulomety též v pancéřových kopulích (velmi vzácně i v otočných kulometných věžích) na střeše srubu, minomety výhradně v týlovém patře pod hlavní střeleckou místností. Úkolem hlavních zbraní bylo zabránění průniku nepřítele přes hlavní obranné postavení. Kromě hlavních zbraní byl pěchotní srub vyzbrojen ještě zbraněmi pomocnými určenými převážně k obraně vlastního objektu. Pomocné zbraně byly umísťovány zejména ve střílnách bránících v přístupu ke vchodu nebo k hlavním střílnám a v pancéřových zvonech na střeše objektu. Na rozdíl od kopulí bylo primárním úkolem zvonů pozorování, sekundárně pak kruhová obrana. Jako pomocné zbraně byly nejčastěji využívány lehké kulomety, vzácněji těžké kulomety.
Všechny zbraně ve srubu, nepočítaje osobní zbraně posádky, byly umístěny ve speciálních lafetách, které umožňovaly přesnější střelbu a díky možnosti menšího otvoru ve střílně i větší bezpečí střelců. 
K ochraně nepostřelovaných prostor v těsném okolí srubu byl používán i granátový skluz. Jedním z obvyklých míst jeho využití byl i diamantový příkop.

## Pěchotní sruby v jiných opevňovacích systémech
Označení pěchotní srub se v české literatuře používá i pro obdobné objekty v opevňovacích systémech jiných států, ačkoli původní terminologie používaná v těchto liniích opevnění se může lišit. Jedná se především o Maginotovu linii, která byla pro československé opevnění vzorem. Zde je kladen důraz hlavně na pěchotní a dělostřelecké tvrze, jejichž objekty jsou označovány jako bojové bloky, zatímco izolované pěchotní sruby, označované jako kasematy, byly stavěny v relativně menším počtu než v československém opevnění. Další zajímavou ukázku pěchotních srubů najdeme na Rupnikově linii, která byla naopak stavěna podle vzoru československého opevnění. Bylo zde však postaveno pouze šest izolovaných pěchotních srubů, načež došlo k redukci původních plánů a nadále se stavěly již jen jednodušší objekty.